# Serguéi Yákovlev (duatleta)
Serguéi Yákovlev es un deportista ruso que compitió en duatlón. Ganó dos medallas en el Campeonato Europeo de Duatlón, en los años 2009 y 2010.

## Palmarés internacional
| Campeonato Europeo | Campeonato Europeo | Campeonato Europeo | Campeonato Europeo |
| Año                | Lugar              | Medalla            | Prueba             |
| ------------------ | ------------------ | ------------------ | ------------------ |
| 2009               | Budapest (Hungría) | Medalla de bronce  | Individual         |
| 2010               | Nancy (Francia)    | Medalla de oro     | Individual         |